# Great Bend (Kansas)
Great Bend je nejlidnatější a správní město okresu Barton County v americkém státě Kansas. Při sčítání obyvatel v roce 2010 zde žilo 15 995 obyvatel. Narodily se zde například jazzová zpěvačka Karrin Allyson nebo ekonom a fotograf Roy Stryker.